# Señor Milagro (Shilo Norman)
Shilo Norman es un personaje ficticio, un Superhéroe en el universo DC Comics. Él es la tercera persona que usa el título "Mister Miracle". Fue creado por Jack Kirby, apareciendo por primera vez en  Mister Miracle (1.ª serie) # 15 de agosto (1973). 

## Biografía del personaje ficticio

### Biografía
La madre de Shilo lo abandonó como un bebé. Pasó las primeras partes de su juventud en un orfanato en el barrio del Suicidio de Metrópolis. Shilo estaba insatisfecho con su suerte en la vida, así que huyó de los abusos del orfanato y comenzó a vivir en las calles.
El joven Shilo Norman se convirtió en el pupilo informal del escapista Thaddeus Brown (El primero en llevar el nombre de Mr. Milagro). Cuando Thaddeus Brown fue asesinado por un mafioso llamado Steel Hand, su protegido Scott Free vengó la muerte de su nuevo amigo asumiendo la identidad de Sr. Milagro y llevando a Steel Hand a la justicia. Después de la muerte de Brown, Shilo trabajó con el nuevo Mr. Milagro y su esposa Barda. 
Shilo finalmente se reunió con su hermano, solo para verlo ser asesinado por un miembro de la banda. Corrió a la policía, y el policía de la Metrópolis Solomon Driver (Mister Miracle # 15) fue asignado para dejar a Shilo Norman en la custodia protectora de Scott Free. La relación del conductor con Scott era cordial; No tomó muy en serio la carrera contra los crímenes del señor Milagro y creyó que "los artistas del escape podrían darnos muchos problemas a la policía". 
Shilo escapó para vengarse de la muerte de su hermano por su cuenta, pero Scott y Barda lo siguieron, impidiéndole cometer un terrible error. Durante el transcurso de estos eventos, Shilo salvó la vida de Scott. Scott decidió entrenar a Shilo en sus propias técnicas especiales de escape artístico y le dio la avanzada tecnología Nuevo Génesis.
El ahora adulto Shilo fue nombrado jefe de seguridad de la prisión Slabside Island máxima seguridad para metahumanos, también conocido como la losa. Por sus acciones heroicas durante el motín "Last Laugh" del Joker, fue ascendido a guardián de la losa
, que había sido trasladado a la Antártida.

### Celebridad
Shilo apareció como un artista del escape exitoso y bien pagado, usando el nombre de Mister Miracle (Sr. Milagro). Se hizo famoso por los trucos televisados a gran escala, incluyendo escapes bien publicitados de la segunda dimensión, el centro de la tierra, y dentro del horizonte de eventos de un agujero negro en miniatura. Estos trucos le permitió vivir un estilo de vida pródigo de celebridad. Dentro del agujero negro, Shilo tenía una visión de una vida familiar, pero diferente, que abarca años. En su visión, él todavía poseía una Caja Madre, pero no tenía ninguna memoria de los Nuevos Dioses. Shilo vio a todos sus amigos caer en la Ecuación Anti-Vida, después de lo cual Darkseid lo sometió a la "Omega Sanción" en la que vivió una serie de vidas opresivas (incluyendo una en la que trabajaba en la losa). Al escapar de esta trampa, Shilo se encontró en el agujero negro donde conoció a Metron, siete días después. 
En Seven Soldiers # 1, Shilo se dirige al club de Dark Side para liberar a Aurakles, el primer superhéroe de la Tierra, para romper el contrato de Sheeda con Darkseid para "arrastrar" a la Tierra y dejarlo cazar a los Dioses. A cambio, sacrifica su vida, y al final de la edición se muestra su segunda resurrección - escapando literalmente de la tumba, aparentemente gracias a su absorción de la conciencia y las habilidades de la Caja Madre. 

### Firestorm
Shilo aparece en Firestorm, el Hombre nuclear # 33. Se acerca a Jason Rusch y Martín Stein, los dos hombres que actualmente se unen para formar Firestorm. Les informa que un cuarto de la Ecuación de Vida está escondido dentro de la Matriz de Tormenta de Fuego, mientras que los otros cuartos son aparentemente mantenidos por los otros tres Elementales de la Tierra; Tornado Rojo, la Naiad y La Cosa del Pantano.

### Crisis final
En el segundo número de Crisis Final, Shilo es visto hablando con el japonés metahumano Sonny Sumo, diciéndole de una "guerra cósmica",  "los poderes del mal", y que la Caja Madre es "lo único que queda". Pide la ayuda del héroe en la contratación de un equipo. Él lidera un equipo de novatos héroes japoneses en una oferta desesperada contra el creciente poder de Darkseid en la Tierra, pero falla. En el mismo momento en que Darkseid es capaz de tomar completamente el cuerpo de Dan Turpin y renacer en la Tierra, un francotirador le dispara en el pecho, aparentemente matando al Avatar de la Libertad y produciendo la Victoria del Mal. Más tarde se reveló que sobrevivió debido a un chaleco antibalas; Él habla a Mr. Terrific sobre derrotar a Darkseid, que está destruyendo el universo.

### El día más brillante
Durante los eventos de Brightest Day, Alan Scott se vuelve loco por su poder Starheart y crea una fortaleza en la luna con la intención de usarla como base mientras él comienza su plan para destruir el mundo. Después de que la señorita Marciana use sus poderes para obtener una disposición mental de una celda de retención dentro de la fortaleza, se hace claro a los héroes que la fortaleza debe contener la tecnología del Cuarto Mundo. Shilo aparece al final de la Sociedad de la Justicia de América (vol. 3) # 41, donde es reclutado por la Liga de la Justicia para ayudar a un pequeño equipo compuesto por Batman, Jade, America, Hourman, Donna Troy y Jesse Quick infiltrarse La fortaleza y superar sus avanzadas defensas. Como un guiño a los acontecimientos de los Siete Soldados, Shilo se refiere a sí mismo como el "Séptimo Soldado" del grupo. 
Shilo conduce con éxito al equipo a mitad de camino a través de la fortaleza, solamente para ser atacado por las apariciones creadas por el Starheart. Jesse y Jade son capaces de sacar a Shilo de las bestias antes de que sea asesinado, pero sus heridas son lo suficientemente severas como para que la Caja Madre se vea obligada a sanarlo. Donna Troy afirma que la Caja Madre debería ser capaz de rejuvenecer completamente a Shilo, pero luego continúa diciendo que los héroes tienen que dejarlo atrás, ya que no pueden arriesgarse a llevarlo con ellos mientras está inconsciente. Algún tiempo después de la derrota del Starheart, Shilo se muestra ayudando a Superman y una serie de otros héroes en un intento de penetrar una gran cúpula de energía que se ha materializado sobre la ciudad de Washington D. C..

## Poderes y habilidades
Shilo Norman no posee poderes sobrehumanos, pero es un atleta soberbio, con grandes habilidades de acróbata y gimnasta. En su juventud, Shilo Norman fue entrenado por Scott Free, convirtiéndose en un artista del escape altamente calificado. El aprendió a temprana edad su pasión por el arte del escape y trató varias veces de escapar de diferentes escenarios, incluso cuando era un niño pequeño. Shilo mostró sus habilidades de vez en cuando convirtiéndose en un Artista del escape conocido a nivel mundial.
Shilo también fue entrenado por Scott Free y Big Barda, en una gran varias técnicas de combate cuerpo a cuerpo y artes marciales. Shilo ha demostrado ser un luchador experto, con reflejos asombrosos.
Más tarde, como estudiante en la Universidad de Nueva York, Shilo estudió una amplia variedad de temas, y en su tiempo libre realizó juegos de manos y pequeñas hazañas de magia callejera para las multitudes en Washington Square Park. Desarrolló un molesto hábito de hablar en no sequiturs, que atribuye a demasiadas clases de filosofía comparativa. Aparentemente estaba estudiando para un grado en física, y había tomado varios otros cursos modernos de la ciencia. Se conoció y comenzó a salir con Fiona Leeway. Durante este tiempo, experimentó con el "concepto de héroe" como un Mister Milagro de tercera generación, sustituyendo a Scott como miembro de la Liga de la Justicia Internacional usando la tecnología  de Nuevo Génesis que él mismo había modificado o construido, como sus Enerjams y Zoom Pads.

## Equipamiento
- Enerjams - La invención más distintiva de Shilo, enerjams son montones de pura energía producida a partir de sus guantes que pueden emitir calor y campos magnéticos que le ayudan a agarrar las paredes.[1]
- Caja madre - Ninguno de los nuevos dispositivos de Shilo funcionaría sin el poder simbiótico de Mother Box, una computadora viva que recibió de Scott Free.[1]
- Multi-Cubo - Shilo tiene su propia versión del multi-cubo de Scott, un cuadrado de 1 pulgada que actúa como computadora y comunicador, emitiendo luz regular y ultravioleta, vibraciones sónicas y hologramas.[1]
- Sticky Boots - Las botas de Shilo contienen "inductores térmicos" y agarres magnéticos.[1]
- Uniforme - Incorporado dentro de la capucha de su uniforme de la era JLI eran dispositivos de detección de sinapsis que permitían que gran parte de los circuitos de su disfraz reaccionara a la velocidad del pensamiento. Para rastrear a los criminales, llevaba mini-transmisores minúsculos con un detector de campo gamma morfogenético equipado con un circuito de filtro EM para amortiguar la interferencia electromagnética.[1]
- Zoom Pads - Una versión rediseñada de Aero-Discs de Mister Miracle.[1]